# Vipassana

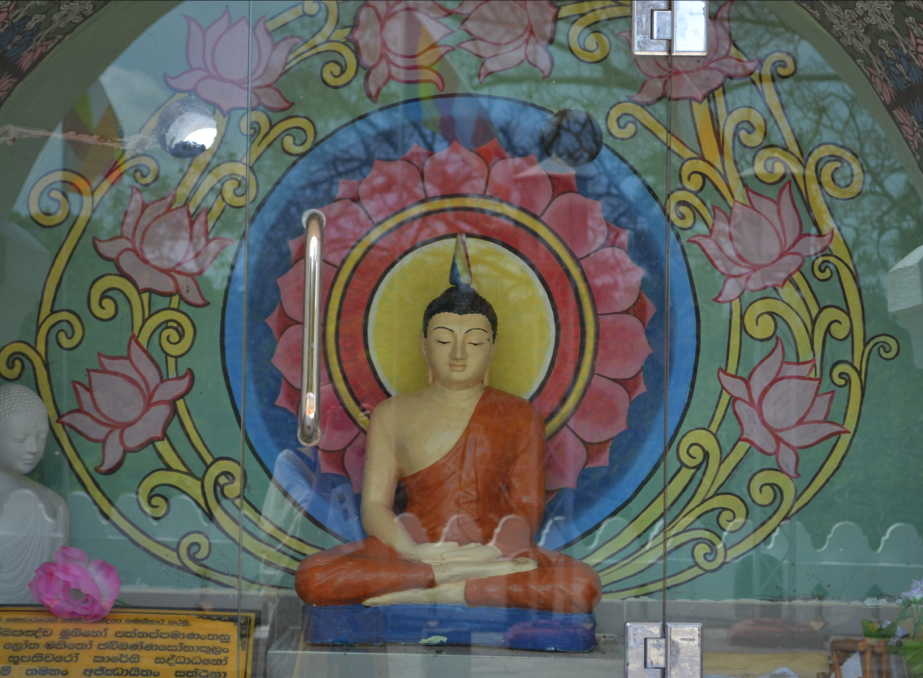
Escultura de Buda meditando

Vipassanā —del pali: विपस्सना [vipassanā] ‘ver las cosas tal como son’— es un término budista usado para referirse a una técnica de meditación orientada a desarrollar un insight o entendimiento introspectivo perspicaz revelador de la existencia como imperfecta con el objetivo de lograr un estado de ecuanimidad ante esta al no aferrarse y al aceptarla tal como es.
El Canon Pali lo describe como una de las dos cualidades de la mente que se desarrollan o «cultivan» (bhāvanā) en la meditación budista, la otra es samatha (calma mental). A menudo se define como una forma de meditación que busca «comprender la verdadera naturaleza de la realidad», definida como anicca ('impermanencia'), dukkha ('sufrimiento, insatisfacción') y anattā ('no yo'), las tres marcas de existencia en la tradición theravada; y como śūnyatā ('vacuidad') y naturaleza búdica en las tradiciones mahayana.
La práctica de vipassanā en la tradición theravada terminó en el siglo X, pero fue reintroducida en las dinastías Toungoo y Konbaung de Birmania en el siglo XVIII, basada en lecturas contemporáneas del sutta Satipaṭṭhāna, el Visuddhimagga y otros textos. Ha surgido una nueva tradición desarrollada en los siglos XIX y XX, centrada en la percepción pura en conjunción con samatha. Se volvió de importancia central en el movimiento vipassanā del siglo XX desarrollado por Ledi Sayadaw y U Vimala y popularizado por Mahasi Sayadaw, V. R. Dhiravamsa y S. N. Goenka.
En el Theravada moderno, la combinación o disyunción de vipassanā y samatha es un tema de disputa. Mientras que los sutras Pali apenas mencionan vipassanā, describiéndolo como una cualidad mental junto con samatha que se desarrolla en conjunto y conduce a la liberación, el Abhidhamma Pitaka y los comentarios describen samatha y vipassanā como dos técnicas de meditación separadas. El movimiento Vipassanā favorece a vipassanā sobre samatha, pero los críticos señalan que ambos son elementos necesarios del entrenamiento budista.

## Etimología
Vipassanā es una palabra pali derivada del prefijo más antiguo "vi-" que significa "especial", y la raíz verbal "-passanā" que significa "ver". A menudo se traduce como "insight" o "clarividencia". La "vi" en vipassanā tiene muchos significados posibles, podría significar '[ver] en', '[ver] a través de' o '[ver] de una manera especial'.
Un sinónimo de vipassanā es paccakkha "perceptible para los sentidos" (Pāli; sánscrito: pratyakṣa), literalmente "ante los ojos", que se refiere a la percepción experiencial directa. Por lo tanto, el tipo de visión denotado por vipassanā es el de percepción directa, en oposición al conocimiento derivado del razonamiento o argumento.[cita requerida]
En tibetano, vipaśyanā es lhaktong (wylie: lhag mthong). Lhak significa "superior", "superior", "mayor"; tong es "ver, ver". Así que juntos, lhaktong se puede traducir al español como "visión superior", "gran visión" o "sabiduría suprema". Esto puede interpretarse como una "manera superior de ver" y también como "ver lo que es la naturaleza esencial". Su naturaleza es una lucidez, una claridad mental.
Henepola Gunaratana definió vipassanā como "Mirar algo con claridad y precisión, ver cada componente como distinto y separado, y perforar todo el camino para percibir la realidad más fundamental de esa cosa".

## Orígenes
Según Thanissaro Bhikkhu, en el sutta pitaka apenas se menciona el término "vipassanā", mientras que con frecuencia mencionan jhana como la práctica meditativa que se debe emprender. Cuando se menciona vipassanā, siempre se hace en tándem con samatha, como un par de cualidades mentales que se desarrollan. Según Thanissaro Bhikkhu, "samatha, jhana y vipassana eran parte de un solo camino". Norman señala que "la forma de Buda para liberarse [...] era mediante prácticas meditativas". Según Vetter y Bronkhorst, dhyāna constituyó la "práctica liberadora" original. Vetter sostiene además que el óctuple camino constituye un cuerpo de prácticas que preparan y conducen a la práctica de dhyana. Vetter y Bronkhorst señalan además que dhyana no se limita a la concentración de un solo punto, que parece estar descrita en el primer jhana, sino que se desarrolla en ecuanimidad y atención plena, "nacido de samadhi" pero ya no está absorto en la concentración, siendo consciente de los objetos mientras es indiferente a ellos,"dirigiendo los estados de absorción meditativa hacia la conciencia plena de los objetos"
Aunque ambos términos aparecen en el Sutta Pitaka, Gombrich y Brooks argumentan que la distinción como dos caminos separados se origina en las primeras interpretaciones del Sutta Pitaka, no en los suttas mismos.Henepola Gunaratana señala que "[la] fuente clásica para la distinción entre los dos vehículos de serenidad y perspicacia es el Visuddhimagga". Según Richard Gombrich, un desarrollo tuvo lugar en el budismo temprano que resultó en un cambio en la doctrina, que consideraba prajna como un medio alternativo al despertar, junto con la práctica de dhyana. Los suttas contienen rastros de debates antiguos entre las escuelas Mahayana y Theravada sobre la interpretación de las enseñanzas y el desarrollo de la percepción. A partir de estos debates se desarrolló la idea de que la mera visión es suficiente para alcanzar la liberación, al discernir las Tres marcas (cualidades) de la existencia (humana) (tilakkhana), a saber, dukkha (sufrimiento), anatta (no-yo) y anicca (impermanencia).
Según el erudito en estudios budistas y asiáticos Robert Buswell Jr., en el siglo X, la vipassana ya no se practicaba en la tradición Theravada, debido a la creencia de que el budismo había degenerado y que la liberación ya no era alcanzable hasta la llegada de Maitreya. Fue reintroducido en Myanmar (Birmania) en el siglo XVIII por Medawi (1728-1816), lo que llevó al surgimiento del movimiento Vipassana en el siglo XX, reinventando la meditación vipassana y desarrollando técnicas de meditación simplificadas, basadas en el sutta Satipatthana, el Visuddhimagga y otros textos, enfatizando satipatthana y la percepción pura. En última instancia, estas técnicas apuntan a la entrada de la corriente, con la idea de que esta primera etapa del camino hacia el despertar salvaguarda el desarrollo futuro de la persona hacia el despertar completo, a pesar de la edad degenerada en la que vivimos.

## Theravāda

### Relación con samatha
Mientras que el Abhidhamma y los comentarios presentan samatha y vipassana como caminos separados,en los sutras vipassana y samatha, combinados con sati (atención plena), se utilizan juntos para explorar "la naturaleza fundamental de la mente y el cuerpo". En la tradición Theravada posterior, samatha se considera una preparación para vipassanā, que pacifica la mente y fortalece la concentración para que surja la percepción, que conduce a la liberación.
Se dice que el Buda identificó dos cualidades mentales primordiales que surgen de la práctica meditativa sana:
- Samatha: calma permanente, que estabiliza, compone, unifica y concentra la mente.
- Vipassanā: insight, que le permite a uno ver, explorar y discernir "formaciones" (fenómenos condicionados basados en los cinco agregados).[38]

Se dice que el Buda ensalzó la serenidad y la perspicacia como conductos para alcanzar el estado incondicionado de nibbana (Pāli; Skt.: Nirvana). Por ejemplo, en el Kimsuka Tree Sutta (SN 35.245), el Buda proporciona una metáfora elaborada en la que la serenidad y la perspicacia son "la veloz pareja de mensajeros" que entregan el mensaje del nibbana a través del noble óctuple sendero.
En el Sutta de los cuatro caminos al estado de Arahant (AN 4.170), Ānanda informa que las personas alcanzan el estado de arahant utilizando la calma y la perspicacia de una de estas tres formas:
1. Desarrollan la calma y luego la perspicacia (Pali: samatha-pubbangamam vipassanam)
2. Desarrollan perspicacia y luego permanecen tranquilos (Pali: vipassana-pubbangamam samatham)[nota 9]
3. Desarrollan la calma y la perspicacia en conjunto (Pali: samatha-vipassanam yuganaddham), por ejemplo, obteniendo el primer jhāna y luego viendo en los agregados asociados las tres marcas de existencia antes de proceder al segundo jhāna.[40]

En el canon Pali, el Buda nunca menciona prácticas de meditación samatha y vipassana independientes; en cambio, samatha y vipassana son dos "cualidades de la mente" que deben desarrollarse a través de la meditación. Como escribe Thanissaro Bhikkhu:

Cuando [los suttas Pāli] describen al Buda diciéndoles a sus discípulos que vayan a meditar, nunca lo citan diciendo "vayan a hacer vipassana", sino siempre "vayan a hacer jhana". Y nunca equiparan la palabra "vipassana" con ninguna técnica de atención plena. En los pocos casos en que mencionan vipassana, casi siempre lo combinan con samatha, no como dos métodos alternativos, sino como dos cualidades de la mente que una persona puede 'ganar' o 'estar dotada', y que deben desarrollarse juntas.

Buswell afirma que el método de meditación más común descrito en el canon Pali es uno en el que primero se hace samatha para inducir jhana y luego se usa jhana para continuar con vipassana. Los textos budistas describen que todos los budas y sus principales discípulos utilizaron este método. Los textos también describen un método en el que vipassana se realiza solo, pero esto es menos común.

### Movimiento Vipassanā
El término vipassana a menudo se combina con el movimiento Vipassana, un movimiento que popularizó las nuevas enseñanzas y prácticas de vipassana. Comenzó en la década de 1950 en Birmania, pero ha ganado gran renombre principalmente a través de maestros budistas estadounidenses como Joseph Goldstein, Tara Brach, Gil Fronsdal, Sharon Salzberg y Jack Kornfield. El movimiento ha tenido un gran atractivo debido a que es abierto e incluyente a diferentes sabidurías, poesías y ciencias budistas y no budistas. Junto con la moderna tradición Zen estadounidense, ha servido como una de las principales inspiraciones para el 'movimiento de atención plena' desarrollado por Jon Kabat-Zinn y otros. El Movimiento Vipassanā, también conocido como Movimiento de Meditación Insight, tiene sus raíces en el Budismo Theravāda y el resurgimiento de las técnicas de meditación, especialmente el "Nuevo Método Birmano" y la Tradición del Bosque Tailandés, así como las influencias modernas en las tradiciones de Sri Lanka, Burma, Laos y Tailandia.
En el Movimiento Vipassanā, el énfasis está en el Satipatthana Sutta y el uso de la atención plena para comprender la impermanencia del yo. Argumenta que el desarrollo de un samatha fuerte puede ser desventajoso, una postura por la que se ha criticado al Movimiento Vipassana, especialmente en Sri Lanka. El "Nuevo método birmano" fue desarrollado por U Nārada (1868-1955) y popularizado por Mahasi Sayadaw (1904-1982) y Nyanaponika Thera (1901-1994). Otros defensores birmanos influyentes son Ledi Sayadaw y Mogok Sayadaw (que era menos conocido en Occidente debido a la falta de Centros Internacionales Mogok); Madre Sayamagyi y S.N. Goenka, ambos estudiantes de Sayagyi U Ba Khin. Maestros tailandeses influyentes son Ajahn Chah y Buddhadasa. Una conocida profesora asiática es Dipa Ma.

### Meditación Vipassana

#### Moralidad, atención plena a la respiración y reflexión
La meditación Vipassanā utiliza sati (atención plena) y samatha (calma), desarrolladas a través de prácticas como anapanasati (atención plena de la respiración), combinada con la contemplación de la impermanencia observada en los cambios corporales y mentales, para obtener una idea de la verdadera naturaleza de esta realidad.
La práctica comienza con la etapa preparatoria, la práctica de sila, la moralidad, el abandono de los pensamientos y deseos mundanos. Jeff Wilson señala que la moralidad es un elemento por excelencia de la práctica budista, y también es enfatizada por la primera generación de maestros occidentales de la posguerra. Sin embargo, en el movimiento contemporáneo de la atención plena, la moralidad como elemento de la práctica se ha descartado en su mayoría, "mistificando" los orígenes de la atención plena.
Luego, el practicante se involucra en anapanasati, la atención plena de la respiración, que se describe en el Satipatthana Sutta como ir al bosque y sentarse debajo de un árbol y luego simplemente observar la respiración. Si la respiración es larga, notar que la respiración es larga. Si la respiración es corta, notar que la respiración es corta. En el "Nuevo Método Birmano", el practicante presta atención a cualquier fenómeno físico o mental que surja, participando en vitarka, notando o nombrando fenómenos físicos y mentales ("respiración, respiración"), sin involucrar el fenómeno con más pensamiento conceptual. Al notar el surgimiento de los fenómenos físicos y mentales, el meditador se da cuenta de cómo las impresiones sensoriales surgen del contacto entre los sentidos y los fenómenos físicos y mentales, como se describe en los cinco skandhas y paṭiccasamuppāda. Según Sayadaw U Pandita, la conciencia y la observación de estas sensaciones están desvinculadas de cualquier tipo de respuesta física, que tiene como objetivo reacondicionar las respuestas impulsivas de uno a los estímulos, volviéndose menos propensos a reaccionar de forma exagerada física o emocionalmente a los acontecimientos del mundo
El practicante también se da cuenta de los cambios perpetuos involucrados en la respiración y el surgimiento y la desaparición de la atención plena. Esta observación va acompañada de reflexiones sobre la causalidad y otras enseñanzas budistas, lo que lleva a una comprensión de dukkha, anatta y anicca. Cuando se han comprendido las tres características, la reflexión se somete y el proceso de darse cuenta se acelera, notando los fenómenos en general, sin necesariamente nombrarlos.

#### Etapas de Jhana en el movimiento Vipassana
Vipassanā jhanas son etapas que describen el desarrollo de samatha en la práctica de meditación vipassanā como se describe en la meditación Vipassana birmana moderna. El estudiante de Mahasi Sayadaw, Sayadaw U Pandita, describió los cuatro vipassanā jhanas de la siguiente manera:
1. El meditador primero explora la conexión cuerpo / mente como una, no dualidad; descubriendo tres características. El primer jhana consiste en ver estos puntos y en presencia de vitarka y vicara. Los fenómenos se revelan apareciendo y cesando.

1. En el segundo jhana, la práctica parece sin esfuerzo. Tanto Vitarka como vicara desaparecen.
2. En el tercer jhana, piti, la alegría, también desaparece: solo hay felicidad (sukha) y concentración.
3. Surge el cuarto jhana, caracterizado por la pureza de la atención debido a la ecuanimidad. La práctica conduce al conocimiento directo. La comodidad desaparece porque la disolución de todos los fenómenos es claramente visible. La práctica mostrará cada fenómeno como inestable, transitorio, desencantado. Se producirá el deseo de libertad.

Según la teoría Budista Theravada, a través de la práctica del Satipatthana (Vipassana) todavía se puede alcanzar el Sotāpanna y el Arahant dentro de los 5000 años después del páranirvana del Buda Shakyamuni, y la práctica del Satipatthana (Vipassana) es la única salida. Leer los libros sobre el Satipatthana (Vipassana), por ejemplo, los escritos por el Venerable Mahasi Sayadaw o el Venerable Thanissaro Bhikkhu, puede ayudarle a conocer cómo practicar correctamente. 

## Tradición del norte y Mahāyāna

### Textos
Las tradiciones budistas del norte de la India como Sarvastivada y Sautrāntika practicaban la meditación vipaśyanā como se describe en textos como el Abhidharmakośakārikā de Vasubandhu y el Yogācārabhūmi-śāstra. El Abhidharmakośakārikā afirma que la vipaśyanā se practica una vez que uno ha alcanzado la "absorción" de samadhi mediante el cultivo de los cuatro fundamentos de la atención plena (smṛtyupasthānas). Esto se logra, según Vasubandhu,

considerando las características únicas (svālakṣaṇa) y las características generales (sāmānyalakṣaṇā) del cuerpo, la sensación, la mente y los dharmas.

"Las características únicas" significa su propia naturaleza (svabhāva).

"Las características generales" significa el hecho de que "Todas las cosas condicionadas son impermanentes; todos los dharmas impuros son sufrimiento; y que todos los dharmas son vacíos (śūnya) y no-yo ( anātmaka )

El Abhidharma-samuccaya de Asanga afirma que la práctica de śamatha-vipaśyanā es parte del camino de un Bodhisattva al principio, en el primer "camino de preparación" (sambhāramarga).
La posterior tradición escolástica india Mahayana, ejemplificada por el Bodhisattvacaryāvatāra de Shantideva, veía śamatha como un prerrequisito necesario para vipaśyanā y, por lo tanto, era necesario comenzar primero con una meditación tranquila y permanente y luego proceder a la comprensión. En el comentario Pañjikā de Prajñākaramati (Wylie: shes rab 'byung gnas blo gros) en el Bodhisattvacaryāvatāra, vipaśyanā se define simplemente como "sabiduría (prajñā) que tiene la naturaleza del conocimiento completo de la realidad tal como es.

### Sunyata
Mahāyāna vipaśyanā se diferencia de la tradición Theravada en su fuerte énfasis en la meditación sobre la vacuidad (shunyata) de todos los fenómenos. El Mahayana Akṣayamati-nirdeśa se refiere a vipaśyanā como ver los fenómenos como realmente son, es decir, vacíos, sin yo, sin surgir y sin aferramiento. El sutra Prajnaparamita en 8.000 líneas establece que la práctica de la intuición es la no apropiación de ningún dharma, incluidos los cinco agregados:

Así también, un Bodhisattva cursando en perfecta sabiduría y desarrollándose como tal, ni lo hace ni siquiera puede estar en forma, sentimiento, percepción, impulso y conciencia ... Esta percepción concentrada de un Bodhisattva se llama 'la no apropiación de todos los dharmas'.

Asimismo, el Prajñaparamita en 25.000 líneas establece que un Bodhisattva debe conocer la naturaleza de los cinco agregados así como todos los dharmas así:

Esa forma, etc. [sentimiento, percepción, impulso y conciencia], que es como un sueño, como un eco, un espectáculo simulado, un espejismo, un reflejo de la luna en el agua, una aparición, que no está atada ni liberada. Aun así, la forma, etc., que es pasada, futura o presente, no está atada ni liberada. ¿Y por qué? Debido al no-ser de la forma, etc. Aun así, la forma, etc., ya sea sana o malsana, contaminada o sin mancha, contaminada o no contaminada, con o sin efusiones, mundanas o supramundanas, contaminada o purificada, no está atada ni liberado, debido a su no-eseidad, su aislamiento, su tranquila calma, su vacuidad, su ausencia de signos, su ausencia de deseos, porque no ha sido reunida ni producida. Y eso es cierto para todos los dharmas.

### Conocimiento repentino
El Sthavira nikāya, una de las primeras escuelas budistas de donde se origina la tradición Theravada, enfatizó la percepción repentina: "En el Sthaviravada [...] el progreso en la comprensión viene de una vez, la 'percepción' (abhisamaya) no viene 'gradualmente '(sucesivamente - anapurva)".
El Mahāsāṃghika, otra de las primeras escuelas budistas, tenía la doctrina de ekakṣaṇacitta, "según la cual un Buda sabe todo en un solo instante de pensamiento".[cita requerida] Sin embargo, este proceso solo se aplica a los budas Buda y Peccaka. Los laicos pueden tener que experimentar varios niveles de comprensión para alcanzar la iluminación total.
La tradición Mahayana enfatiza prajñā, comprensión de śūnyatā, dharmatā, la doctrina de las dos verdades, claridad y vacuidad, o dicha y vacuidad:

[E] l mismo título de un gran corpus de la literatura Mahayana primitiva, el Prajnaparamita, muestra que hasta cierto punto el historiador puede extrapolar la tendencia a ensalzar la perspicacia, prajna, a expensas del desapasionamiento, viraga, el control de las emociones.

Aunque el Theravada y el Mahayana se entienden comúnmente como diferentes corrientes del budismo, su práctica, sin embargo, puede reflejar el énfasis en la percepción como un denominador común: "En la práctica y la comprensión, el Zen está en realidad muy cerca de la Tradición del Bosque Theravada, aunque su lenguaje y enseñanzas son fuertemente influenciado por el taoísmo y el confucianismo."
El énfasis en la percepción es discernible en el énfasis del budismo Chan en la percepción repentina (subitismo), aunque en la tradición Chan, esta percepción debe ser seguida por un cultivo gradual.

### Mahāyāna de Asia oriental
En el budismo chino, las obras del maestro Zhiyi de Tiantai (como el Mohe Zhiguan, "Gran śamatha-vipaśyanā") son algunos de los textos más influyentes que discuten la meditación vipaśyanā desde una perspectiva Mahayana. En este texto, Zhiyi enseña la contemplación de los skandhas, ayatanas, dhātus, las Kleshas, puntos de vista falsos y varios otros elementos. Del mismo modo, el influyente texto llamado El despertar de la Fe Mahayana tiene una sección sobre meditación de calma y perspicacia. Dice:

Quien practica la "observación clara" debe observar que todos los fenómenos condicionados en el mundo son inestables y están sujetos a transformación y destrucción instantáneas; que todas las actividades de la mente surgen y se extinguen de un momento a otro; y que, por tanto, todos ellos provocan sufrimiento. Debe observar que todo lo que se concibió en el pasado fue tan nebuloso como un sueño, que todo lo que se concibe en el futuro será como nubes que se levantan de repente. También debe observar que las existencias físicas de todos los seres vivientes del mundo son impuras y que entre estas diversas cosas inmundas no hay una sola que se pueda buscar con alegría.

La tradición Zen aboga por la práctica simultánea de śamatha y vipaśyanā, y esto se llama la práctica de la iluminación silenciosa. El texto clásico Chan conocido como el Sutra de la plataforma dice:

Calmar es la esencia de la sabiduría. Y la sabiduría es la función natural de calmar [es decir, prajñā y samādhi]. En el momento de prajñā, samādhi existe en eso. En el momento del samādhi, prajñā existe en eso. ¿Cómo es que samādhi y prajñā son equivalentes? Es como la luz de la lámpara. Cuando la lámpara existe, hay luz. Cuando no hay lámpara, hay oscuridad. La lámpara es la esencia de la luz. La luz es la función natural de la lámpara. Aunque sus nombres son diferentes, en esencia, son fundamentalmente idénticos. La enseñanza de samādhi y prajñā es así.

### Budismo tibetano
Samatha y vipassana se mencionan explícitamente en el budismo tibetano. De acuerdo con Thrangu Rinpoche, cuando shamatha y vipashyana se combinan, como en la corriente principal de la tradición de los antepasados enfoque madyámaka como Shantideva y Kamalashila, a través de samatha se abandonan las emociones perturbadoras, que de este modo facilita vipashyana, "visión clara". Vipashyana se cultiva a través del razonamiento, la lógica y el análisis junto con Shamatha. En contraste, en la tradición siddha del enfoque directo de Mahamudra y Dzogchen, vipashyana se determina directamente mirando en la propia mente. Después de este reconocimiento inicial de vipashyana, la firmeza de shamatha se desarrolla dentro de ese reconocimiento. Según Thrangu Rinpoche, sin embargo, también es común en el enfoque directo desarrollar primero suficiente shamatha para que sirva como base para vipashyana.
En el budismo tibetano, la práctica clásica de śamatha y vipaśyanā está fuertemente influenciada por el texto Mahāyāna llamado Bhavanakrama del maestro indio Kamalaśīla. Kamalaśīla define vipaśyanā como "el discernimiento de la realidad" ( bhūta-pratyavekṣā ) y "comprender con precisión la verdadera naturaleza de los dharmas".
El budismo indio Mahāyāna empleó tanto la investigación deductiva (aplicando ideas a la experiencia) como la investigación inductiva (sacando conclusiones de la experiencia directa) en la práctica de vipaśyanā. Según Leah Zahler, solo la tradición del análisis deductivo en vipaśyanā se transmitió al Tíbet en el contexto sūtrayāna.
En el Tíbet, el examen directo de la experiencia momento a momento como un medio para generar conocimiento se asoció exclusivamente con vajrayāna.
Mahāmudrā y Dzogchen usan vipaśyanā extensamente. Esto incluye algunos métodos de otras tradiciones, pero también sus propios enfoques específicos. Ponen un mayor énfasis en la meditación sobre imágenes simbólicas. Además, en el camino Vajrayāna (tántrico), el gurú señala la verdadera naturaleza de la mente, y esto sirve como una forma directa de percepción.

## Práctica actual de la meditación Vipassanā
La práctica de Vipassana en la actualidad se deriva del auge del movimiento Vipassana (laico y débilmente ligado al budismo Theravada), y no está vinculada a ninguna afiliación religiosa. La meditación Vipassana también es practicada y enseñada por no budistas. Una parte esencial de los diversos métodos de entrenamiento es la práctica de la atención plena (sati). En la literatura psicológica, la meditación Vipassana se denomina comúnmente "meditación de atención plena" en lugar de meditación de comprensión.
Los principales representantes de los enfoques más importantes de Vipassanā en la actualidad son U Ba Khin y Mahasi Sayadaw (métodos "técnicos" de Myanmar), así como Ajahn Chah y Ajahn Buddhadāsa (enfoques "naturales" de Tailandia).

### Enfoques naturales
Ajahn Chah es el principal representante del “camino de la comunidad religiosa” con alrededor de 500 monasterios en Tailandia y una rama más grande en el oeste, en la que solo se ordenan hombres y mujeres occidentales. Se relaciona en particular con la Vinayapitaka del Canon Pali, que contiene las reglas de la orden.
Ajahn Buddhadāsa con sus alumnos, como el británico Christopher Titmuss y Martin Aylward, que dirige el centro Moulin de Chaves en el sur de Francia, es el principal proponente del “método de la naturaleza o la vacuidad de todas las cosas”.

### Enfoques técnicos
U Ba Khin con sus alumnos Satya Narayan Goenka y la Madre Sayama con Saya U Chit Tin es el principal representante del método de la técnica, que se centra en la comprensión inmediata de la transitoriedad a través de la observación de todas las sensaciones físicas sutiles o burdas "Vedanā". U Ba Khin ha autorizado a varios asiáticos y occidentales a transmitir su método Vipassanā, particularmente orientado al cuerpo y a las sensaciones.
Los reconocidos maestros estadounidenses Jack Kornfield, Joseph Goldstein y Sharon Salzberg también provienen de esta tradición (fueron autorizados para enseñar por el mismo Mahasi Sayadaw; Jack Kornfield también fue fuertemente influenciado por Ajahn Chah). Marie Mannschatz, alumna de Jack Kornfield, es una profesora de meditación activa y una autora muy conocida en Alemania. Fred von Allmen, el maestro suizo de Vipassanā, conoce bien tanto Theravāda como Mahāyāna. Los enfoques de Kornfield y Goldstein se encuentran entre sus principales influencias.

## Estudios científicos sobre Vipassanā

### Investigaciones
La meditación vipassanā es una de las prácticas de meditación más estudiadas científicamente junto con la meditación trascendental. Los estudios han mostrado resultados positivos de la práctica de vipassanā en el tratamiento de la depresión y la ansiedad, así como en la reducción de la propensión a cometer delitos en las prisiones.
El psiquiatra Paul Fleishman, sin embargo, recuerda en su libro An Ancient Path, que el tratamiento de la depresión y la ansiedad no es el objetivo de la práctica de la meditación vipassanā, sino que sigue siendo una práctica progresiva hacia el nirvana, la liberación del sufrimiento total (dukkha).
En su libro La vida emocional de su cerebro, el Dr. Richard Davidson, profesor de psicología y miembro del Mind and Life Institute, señala pragmáticamente uno de los objetivos de la práctica: cómo nuestros sentimientos y actitudes cambian. Por ejemplo, respecto al sufrimiento:

Parece muy real al principio, pero al concentrarnos en las sensaciones del cuerpo, comenzamos a darnos cuenta de que el sufrimiento es solo un concepto mental, y que al observar más allá, aparecen muchas sensaciones nuevas, como un cosquilleo en el pie, presión en la rodilla, un músculo ardiente. Nuestra actitud ante estas sensaciones desagradables cambia gradualmente.

### Beneficios
Chanmyay Sayadaw Ashin Janakabhivamsa menciona siete beneficios de la meditación vipassana:
- La purificación
- Superar el arrepentimiento y las preocupaciones
- Superar los lamentos
- El cese del sufrimiento físico
- El cese del sufrimiento mental
- Alcanzar la iluminación
- Estar seguro de haber alcanzado el estado conocido como nirvana.

Por otra parte, en un análisis realizado por investigadores de la Universidad Johns Hopkins y publicado en el JAMA Internal Medicine se encontró lo siguiente:

Aparentemente, practicar tan solo 30 minutos de meditación al día [cualquiera, no necesariamente Vipassana] decrece significativamente los síntomas de ansiedad y depresión. [...] Un programa de entrenamiento de 8 semanas en meditación de la conciencia plena (mindfulness) ayudó a reducir la ansiedad, depresión y el dolor. Y las mejoras continuaron durante los 6 meses posteriores al entrenamiento. Para la depresión y la ansiedad, los efectos de la meditación fueron tan fuertes como aquellos logrados con medicamentos antidepresivos. Sin embargo, la meditación no afectó de manera significativa [otras] condiciones, como enfermedades cardiovasculares o cáncer.

[Estos investigadores] encontraron que aunque la meditación parece disminuir moderadamente la ansiedad, la depresión y el dolor, se necesitan trabajos de mayor calidad antes de poder juzgar el efecto de la meditación en otras dolencias.

### Vipassanā en las cárceles
El primer curso de Vipassana en una prisión se llevó a cabo en 1975 en la prisión central de Rayastán. Desde 1994, la meditación Vipassana se ha introducido en las dependencias de la prisión de alta seguridad de Tihar en Nueva Delhi.
Tras el éxito de los cursos de Tihar, el Ministerio del Interior del gobierno indio convocó una reunión de inspectores de prisiones generales de toda la India, y se aprobó una propuesta para introducir Vipassana como una medida de reforma en todas las cárceles indias.
Posteriormente, dichos experimentos se llevaron a cabo en cárceles de Israel, Canadá, Colombia; así como en Taiwán, Reino Unido, España, Nueva Zelanda, Estados Unidos y México.

## Maestros principales de Vipassana
- Sayagyi U Ba Khin (1899-1971)
- Mahasi Sayadaw (1904-1982)
- Ajahn Buddhadasa (1906-1993)
- Ajahn Chah (1918-1992)
- S. N. Goenka (1924-2013)
- Henepola Gunaratana (1927-)

### Historia
- Theravāda Spirituality in the West

### Contexto
- Insight Meditation Online From Buddhanet.net
- Mahasi Sayadaw, Satipatthana Vipassana: Criticisms and Replies
- Jeffrey S, Brooks, The Fruits (Phala) of the Contemplative Life
- Publications in the Theravāda tradition/ Pariyatti.org
- Publications and resources on Vipassana meditation (as taught by S.N. Goenka) (vipassanabookstore.org)

### Práctica
- Meditación vipassana Tal como lo enseña S.N. Goenka en la tradición de Sayagyi U Ba Khin
- Meditación Vipassana Asociación Española de Meditación Vipassana
- Meditación Vipassana en Colombia, España y México - Sun Vipassana Nanchat
- Meditación Vipassana - Vipassana Meditación Website
- Satipatthana Sutta Discurso sobre los establecimientos de la atención consciente
- Una herramienta entre muchas: El lugar de vipassana en la práctica budista - Artículo de Thanissaro Bhikkhu
- Artículos acerca de la meditación budista

- Datos: Q676262
- Multimedia: Vipassana / Q676262